# Kanzel (Linden)

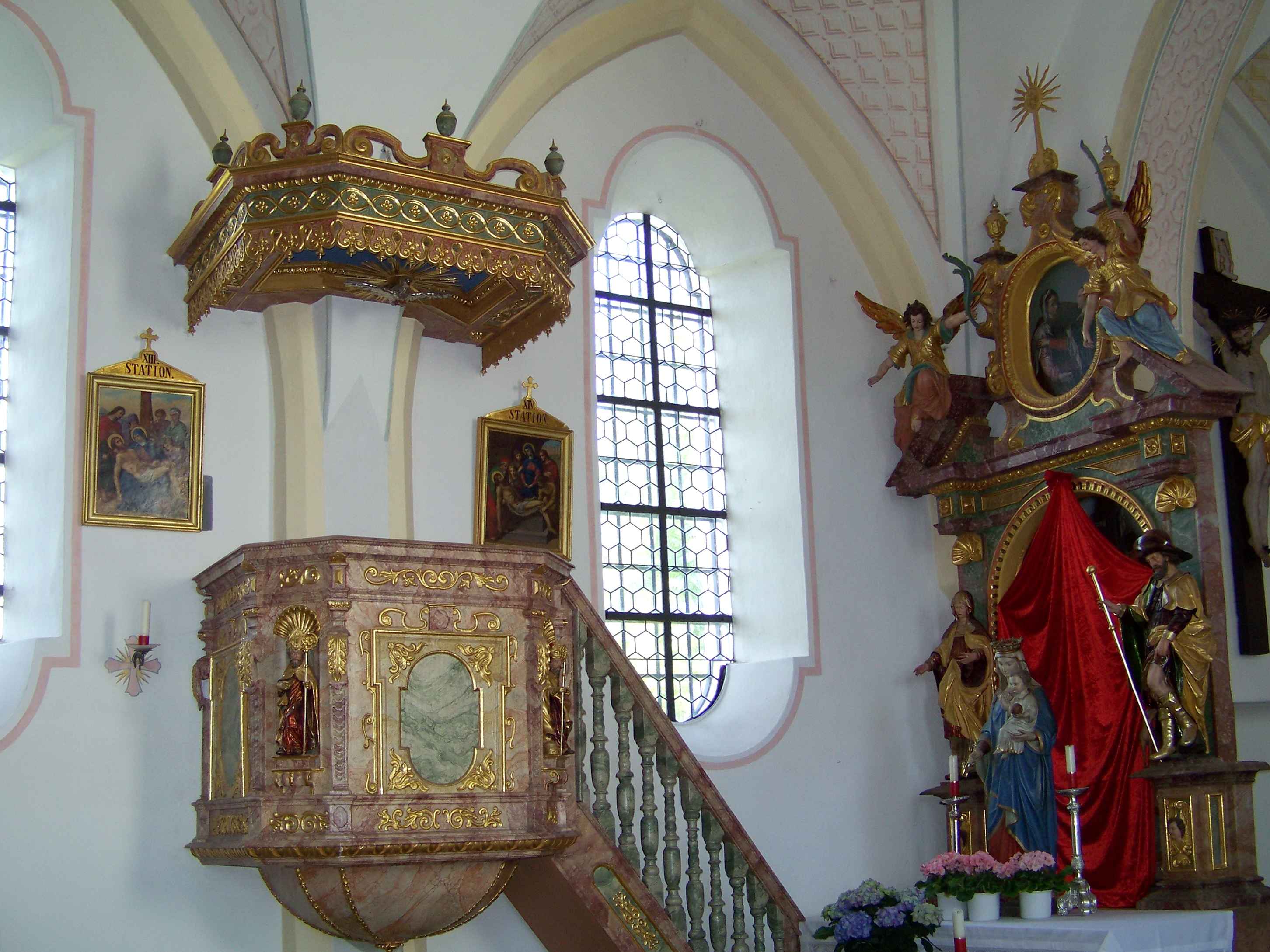
Kanzel in Linden

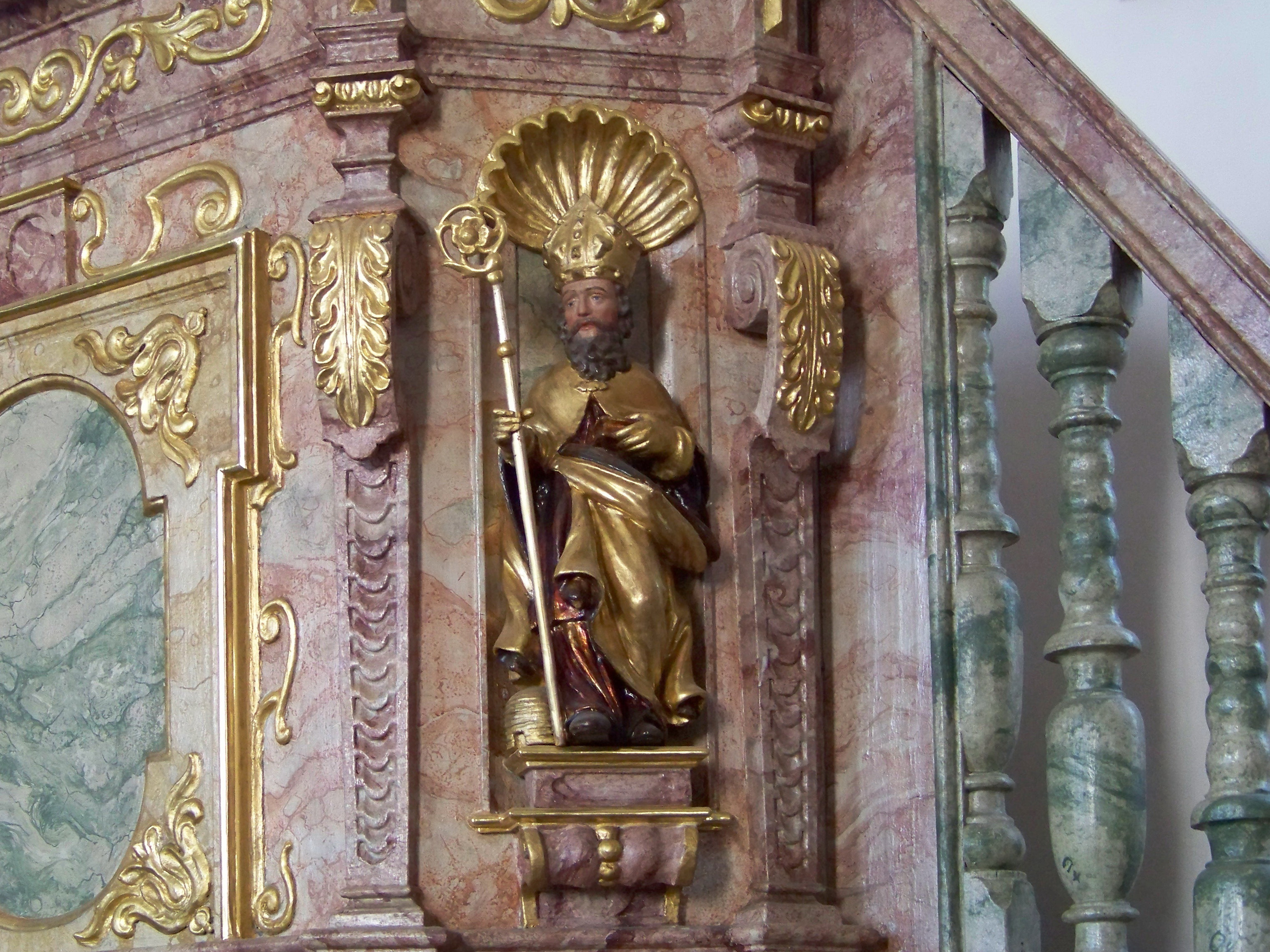
Heiliger Ambrosius

Die Kanzel in der katholischen Filialkirche Zur Schmerzhaften Muttergottes in Linden, einem Gemeindeteil von Dietramszell im oberbayerischen Landkreis Bad Tölz-Wolfratshausen, wurde vermutlich im 18. Jahrhundert geschaffen. Die Kanzel ist als Teil der Kirchenausstattung ein geschütztes Baudenkmal.
Die hölzerne Kanzel im Stil des Barocks besitzt am Kanzelkorb Statuetten des heiligen Ulrich und des heiligen Ambrosius. Auf dem sechseckigen Schalldeckel mit Gesims stehen kleine Vasen, an der Unterseite ist die Heiliggeisttaube zu sehen.
Die Treppe ist aufwendig mit Balustern versehen.